# 應動語態
應動語態（Applicative voice，縮寫作APL或APPL）是一種將補語論元（oblique argument）變為動詞（核心論元的）受詞，並使之表達該補語論元角色涵義的一種語態。當應動語態用於動詞之上時，該動詞的論元價位會增加一個。應動語態常見於世界語言中，班圖語族語言尤以其應動語態而聞名。很多語言在形態學上都有特定構造應動語態的方法（常常是一些詞綴）。應動語態在許多語言中出現，尤其出現在許多高度黏著語中，像努哈克語、尤比克語、阿伊努語和本巴語等。

## 多种应动语态
一個語言可能有多於一種的應動語態，不同應動語態的意思，可能各自與伴隨格、方位格、工具格、利益格等不同的補語論元的涵義相若；有時一個應動語態標記可能可用於表達多種不同的補語論元的涵義，像例如齊切瓦語（Chichewa）這種班圖語族語言，其中綴-ir-便可同時用於表達工具格和方位格的涵義；此外像干達語（Luganda）等一些語言，可有「次應動語態」（second applicative）存在，干達語藉由兩個應動語態中綴來表達「次應動語態」，其中「次應動語態」中綴用於給出另外的涵義。
應動語態有可能是表達補語論元角色涵義的唯一方法，像在齊查加語這個屬班圖語族的語言中，工具格、利益格、受害格（malefactive）和方位格等的涵義只能透過應動語態來表達。而在其他語言中，應動語態與其他的表達法共同存在，在這些語言中，應動語態多用於將補語論元置於特定的焦點上，或如涅茲培爾斯語般，藉應動語態使指稱人的名詞能處在核心論元中。

## 类似的过程
應動語態的角色在某些程度上與使動語態重疊。與格位移（Dative shift）這種與應動語態不同但相似的結構可見於英語等一些語言中。

## 示例

### 阿伊努語
在阿伊努語中，有多種方式來加減動詞的配价，其中一種就是三個應動前綴：與格ko-、工具格e- 以及處所格o-。它們都可以增加動詞配價。
在下面的例子當中，不及物動詞（一價動詞） itak（“說話”）最初只有一個論元位置，由主格人稱前綴 ku=（“我”）來填充。
ku=itak.
1SG.NOM=speak.VI
我正在說話。
而如果添加應動與格前綴 ko-（“給”），則該動詞變爲及物動詞（二價動詞） koytak（“與…說話”），需要主語論元（說話人）和賓語論元（聽話人），分別由主格人稱前綴 ku=和零形態的賓格人稱前綴∅=（指代名詞hekaci，“男孩”）來填充。
hekaci
男孩
ku=∅=ko-itak.
1SG.NOM=3SG.ACC=APL.DAT-speak.VI
我正在和一個男孩說話。

### 英语
像英語等一些語言，雖沒有特定的應動語態詞綴等，但它卻可藉由由介詞和動詞構造的合成詞來表應動語態的涵義，如下例所示：
一般表達「傑克跑得比巨人快時」會講Jack ran faster than the giant，然ran（意即「跑」）這個不及物動詞可透過與介詞複合，變為及物動詞，而giant（意即「巨人）這個本處於補語論元位置的詞則可因此變為受詞，故此句可變化如下：
- Jack outran the giant.

此外，這個應動態化的動詞可構造本不存在於ran這個動詞上的被動形，其被動形如下：
- The giant was outrun by Jack.

### 斯瓦希里语
斯瓦希里语有應動語態後綴-i或-e，此後綴置於動詞最後一個母音之前。以下以andika（意即「寫」）為例來看其用法。
首先，一般及物動詞的句子如下：
- Aliandika barua（意即「他寫了封信」）（a-li-andik-a 他─過去時─寫─直陳語氣）

使用應動語態的雙及物句則如下（請注意粗黑體標記的ni-前綴和-i後綴）：
- Aliniandikia barua（意即「他給我寫了封信」或「他為我寫了封信」）（a-li-ni-andik-i-a 他─過去時─我─寫─（應動語態）─直陳語氣）

此外，以下另以soma（意即「讀」）這個動詞為例：
- Alinisomea barua（意即「他為我讀信」或「他向我讀信」）

這種結構有時又稱為「介詞形」動詞，因為這些動詞翻譯成英語後，其英語的形式常帶有介詞，像cry for、pray for、eat with、enjoy（be happy about）、arrive at、sing to、sell to、send to、open （the door） for、reckon with、see for （himself）、die at等皆為其例；然就斯瓦希里語的情況而言，此稱呼是不精確的，因斯瓦希里語的介詞不用於這類的用途上。

### 亚瓜语
在祕魯的亞瓜語中，「他對之吹氣」之意可藉由saduu ráviimú來表達，其中blow之意為「吹氣」這動詞的第三人稱單數主詞形，而ráviimú之意為「進入一無生物中（inanimate object）」；然在使用應動語態時，此意亦可藉saduutára來表達，其中ta是一個表方位格之意的應動語態標記，而原本的方位格補語則不再呈現，此動詞則在表達主語的同時，額外加上ra這個詞綴以表受詞。

## 參照
- Aronoff, Mark; Kirsten Fudeman. . Blackwell Publishing Ltd. 2005. ISBN 0-631-20319-2.
- Mchombo, Sam. . Andrew Spencer and Arnold M. Zwicky  (编). . Blackwell Publishers Ltd. 1998. ISBN 0-631-22694-X.
- Mithun, Marianne. . Cambridge University Press. 2001. ISBN 0-521-23228-7.
- Payne, Thomas. . Cambridge University Press. 1997. ISBN 0-521-58805-7.

1. ↑  Bugaeva, Anna. . Studies in Language. 2010-12-31, 34: 749–801. doi:10.1075/sl.34.4.01bug.